# إزيرنور (آن)

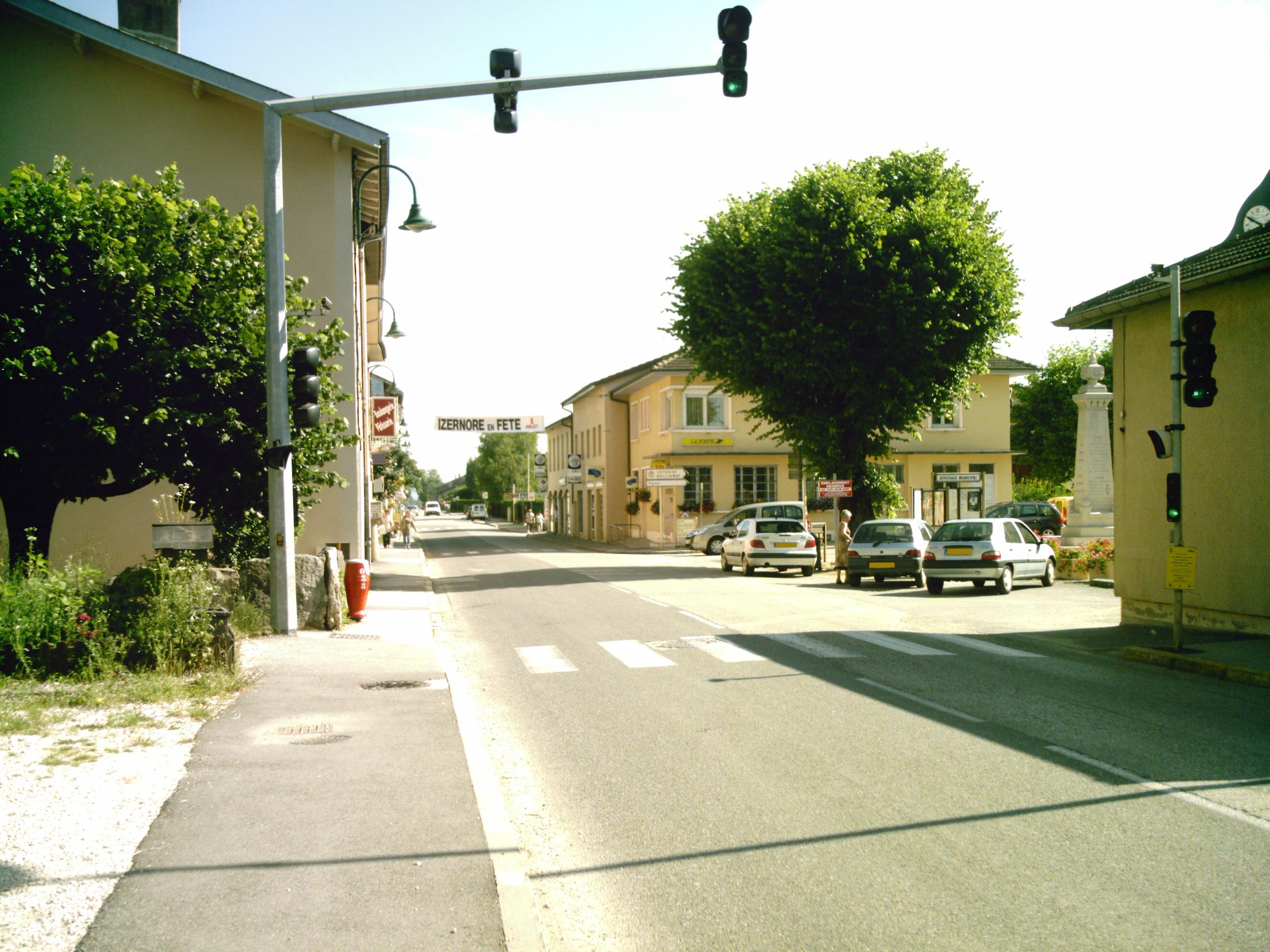
Izernore

إزيرنور (بالفرنسية: Izernore)‏ هي بلدية فرنسية تقع في إقليم الآن في فرنسا. رمز إنسي لها هو:1192. أما الرمز البريدي لها فهو: 1580.